# Kimzeyit
Das Mineral Kimzeyit ist ein seltenes Silikat aus der Obergruppe der Granate mit der Endgliedzusammensetzung Ca3Zr2Al2SiO12. Es kristallisiert im kubischen Kristallsystem mit der Struktur von Granat. Die oft einschlussreichen, dunkelbraunen Kristalle sind selten größer als 1 mm und zeigen eine Kombination von Rhombendodekaeder- und Deltoidikositetraederflächen.
Außer in seiner Typlokalität, einem Karbonatit aus dem Kimzey Calcit-Steinbruch (Calcite Hill) im Magnet-Cove-Komplex, Hot Spring County, Arkansas, USA, wurde Kimzeyit bislang (2017) nur an rund 14 weiteren Fundorten beschrieben, darunter einige Karbonatite, basische bis ultrabasische Magmatite sowie Skarne.

## Etymologie und Geschichte
Entdeckt wurde Kimzeyit 1953 von Joe W. Kimzey aus Malvern in Arkansas. Die hohen Zr-Gehalte dieser Granate wurden erst 5 Jahre später ermittelt, was 1958 zur ersten Beschreibung von Kimzeyit als neues Mineral mit der Zusammensetzung Ca3(Zr,Ti)2(Al,Fe3+,Si)3O12 führte. 1967 wurde es von der International Mineralogical Association (IMA) als neues Mineral anerkannt.  Bei der Neuordnung der Granat-Supergruppe wurde die Formel für reinen Kimzeyit geändert auf Ca3Zr2Al2SiO12.
Benannt wurde es zu Ehren der Familie Kimzey, die die wirtschaftliche Erschließung des Magnet-Cove-Komplexes seit den frühen 1870er Jahren mineralogisch begleitete und zahlreiche Sammlungen weltweit mit Mineralen dieser Lagerstätte versorgte.
Im Zuge systematischer Untersuchungen des Mischungsverhaltens von Granaten der Schorlomitgruppe wurde Kerimasit, damals noch als Kinzeyit bezeichnet, 1967 durch Ito und Frondel sowie Kinzeyit 1993 durch Yamakawa und seine Mitarbeiter synthetisiert.
Aktuelle Arbeiten untersuchen Kimzeyit, Kerimasit, Elbrusit und andere Hafnium- und Zirkonium-haltige Granate in Hinblick auf ihre Tauglichkeit zur Endlagerung hochradioaktiver Abfälle aus Kernkraftwerken.

## Klassifikation
Die aktuelle Klassifikation der International Mineralogical Association (IMA) zählt den Kimzeyit zur Granat-Obergruppe, wo er zusammen mit Irinarassit, Hutcheonit, Schorlomit, Kerimasit und Toturit die Schorlomit-Gruppe mit 10 positiven Ladungen auf der tetraedrisch koordinierten Gitterposition bildet.
In der veralteten 8. Auflage der Mineralsystematik nach Strunz gehörte der Kimzeyit zur Abteilung der „Inselsilikate (Nesosilikate)“, wo er zusammen mit Goldmanit die Untergruppe der „Ti-, Zr- und V-Granate“ mit der System-Nr. VIII/A.06d innerhalb der „Granat-Reihe“ (VIII/A.06) bildete.
Im zuletzt 2018 überarbeiteten und aktualisierten Lapis-Mineralienverzeichnis nach Stefan Weiß, das sich aus Rücksicht auf private Sammler und institutionelle Sammlungen noch nach dieser alten Form der Systematik von Karl Hugo Strunz richtet, erhielt das Mineral die System- und Mineral-Nr. VIII/A.08-150. In der „Lapis-Systematik“ entspricht dies ebenfalls der Abteilung „Inselsilikate mit [SiO4]-Gruppen“, wobei in den Gruppen VIII/A.08 bis 12 die Minerale mit Kationen in kubischer und oktaedrischer Koordination [8+6] eingeordnet sind. Kimzeyit bildet hier zusammen mit Almandin, Andradit, Calderit, Eltyubyuit, Eringait, Goldmanit, Grossular, Henritermierit, Holtstamit, Hutcheonit, Hydrougrandit, Irinarassit, Jeffbenit, Katoit, Kerimasit, Knorringit, Majorit, Menzerit-(Y), Momoiit, Morimotoit, Pyrop, Schorlomit, Spessartin, Toturit, Uwarowit, Wadalit  die „Granatgruppe“.
Die seit 2001 gültige und von der International Mineralogical Association (IMA) zuletzt 2009 aktualisierte 9. Auflage der Strunz’schen Mineralsystematik ordnet den Kimzeyit ebenfalls in die Abteilung der „Inselsilikate (Nesosilikate)“ ein. Diese ist weiter unterteilt nach der möglichen Anwesenheit weiterer Anionen und der Koordination der beteiligten Kationen, so dass das Mineral entsprechend seiner Zusammensetzung in der Unterabteilung „Inselsilikate ohne zusätzliche Anionen; Kationen in oktaedrischer [6]er- und gewöhnlich größerer Koordination“ zu finden ist, wo es zusammen mit Almandin, Andradit, Calderit, Goldmanit, Grossular, Henritermierit, Hibschit, Holtstamit, Katoit, Knorringit, Majorit, Momoiit, Morimotoit, Pyrop, Schorlomit, Spessartin und Uwarowit die „Granatgruppe“ mit der System-Nr. 9.AD.25 bildet. Ebenfalls zu dieser Gruppe gezählt wurden die mittlerweile nicht mehr als Mineral angesehenen Granatverbindungen Blythit, Hibschit, Hydroandradit und Skiagit. Wadalit, damals noch bei den Granaten eingruppiert, erwies sich als strukturell unterschiedlich und wird heute mit Chlormayenit und Fluormayenit einer eigenen Gruppe zugeordnet. Die nach 2001 beschriebenen Granate Irinarassit, Hutcheonit, Kerimasit, Toturit, Menzerit-(Y) und Eringait wären hingegen in die Granatgruppe einsortiert worden.
Auch die vorwiegend im englischen Sprachraum gebräuchliche Systematik der Minerale nach Dana ordnet den Kimzeyit in die Abteilung der „Inselsilikatminerale“ ein. Hier ist er zusammen mit Schorlomit und Morimotoit in der „Granatgruppe (Schorlomit-Kimzeyit-Reihe)“ mit der System-Nr. 51.04.03c innerhalb der Unterabteilung „Inselsilikate: SiO4-Gruppen nur mit Kationen in [6] und >[6]-Koordination“ zu finden.

## Chemismus
Kimzeyit ist das Zr-Al-Analog von Schorlomit und bildet komplexe Mischkristalle vor allem mit Kerimasit, Schorlomit und Andradit. Natürlicher Kinzeyit zeigt meist sehr komplexe Zonierungen und enthält Al und Fe3+ in ungefähr gleichen Mengen. Kimezeyit und Kerimasit können nur mit genauen chemischen Analysen und Berücksichtigung der Zonierung unterschieden werden. Die empirische Zusammensetzung aus der Typlokalität ist
- [X]Ca3,11[Y](Zr4+1,42Ti3+0,40Mg2+0,07Fe2+0,07Nb5+0,05)[Z](Al1,26Fe3+0,98Si0,94)[6]

bzw.
- [X](Ca2,94Mg0,05)[Y](Zr4+1,72Ti4+0,26Nb5+0,09)[Z](Al0,87Fe3+1,09Si0,94)[14]

oder
- [X]Ca2,99[Y](Zr4+1,48Ti4+0,37Fe3+0,15)[Z](Al0,87Fe3+0,98Si1,15).[8]

Die erste, nasschemisch bestimmte Zusammensetzung von Milton et al. ist möglicherweise durch Einschlüsse anderer Minerale verfälscht, die anderen beiden enthalten mehr Fe auf der Z-Position als Al und repräsentieren genau genommen das Fe-Analog Kerimasit entsprechend der Austauschreaktion
- [Z]Al3+ = [Z]Fe3+

Bei Temperaturen oberhalb von 700 °C besteht eine lückenlose Mischbarbeit von synthetischen Kimzeyit und Kerimasit. Bei tieferen Temperaturen ist die Mischbarkeit dieser Komponenten begrenzt und es bilden sich zwei koexistierende Granate, ein Kinzeitreicher und ein Kerimasitreicher. Diese Entmischung wurde auch bei natürlichen Kimzeyit aus der Typlokalität beobachtet.
Die komplexen Zusammensetzungen der Mischkristalle können mit verschiedenen Kombinationen von Endgliedern ausgedrückt werden. Die Ti-Gehalte auf der Y-Position können als Beimischung von Hutcheonit [X]Ca3[Y]Ti4+2[Z](Al2Si)O12 entsprechend der Austauschreaktion
- [Y]Zr4+ = [Y]Ti4+

oder Schorlomit [X]Ca3[Y]Ti4+2[Z](Fe3+2Si)O12 entsprechend der Austauschreaktion
- [Y]Zr4+ + [Z]Al3+ = [Y]Ti4+ + [Z]Fe3+

beschrieben werden. Weiterhin bildet Kimzeyit Mischkristalle mit Andradit [X]Ca3[Y]Fe3+2[Z]Si3O12 entsprechend der Austauschreaktion
- [Y]Zr4+ + [Z]Al3+ = [Y]Fe3+ + [Z]Si4+

und mit Morimotoitartigen Granaten [X]Ca3[Y](Zr,Ti)4+[Y](Fe,Mg)2+[Z]Si3O12 entsprechend der Austauschreaktion
- [Y]Zr4+ + 2[Z]Al3+ = [Y](Fe,Mg)2+ + 2[Z]Si4+

## Kristallstruktur
Kimzeyit kristallisiert mit kubischer Symmetrie in der Raumgruppe Ia3d (Raumgruppen-Nr. 230) mit 8 Formeleinheiten pro Elementarzelle. Das synthetische Endglied hat dem Gitterparameter a = 12,456 Å, der natürliche Mischkristall aus der Typlokalität a = 12,46 Å.
Die Struktur ist die von Granat. Calcium (Ca2+) besetzt die dodekaedrisch von 8 Sauerstoffionen umgebenen X-Positionen, Zirkonium (Zr4+) die oktaedrisch von 6 Sauerstoffionen umgebene Y-Position und die tetraedrisch von 4 Sauerstoffionen umgebenen Z-Position ist mit Aluminium (Al3+) und Silicium (Si4+) besetzt.

## Bildung und Fundorte

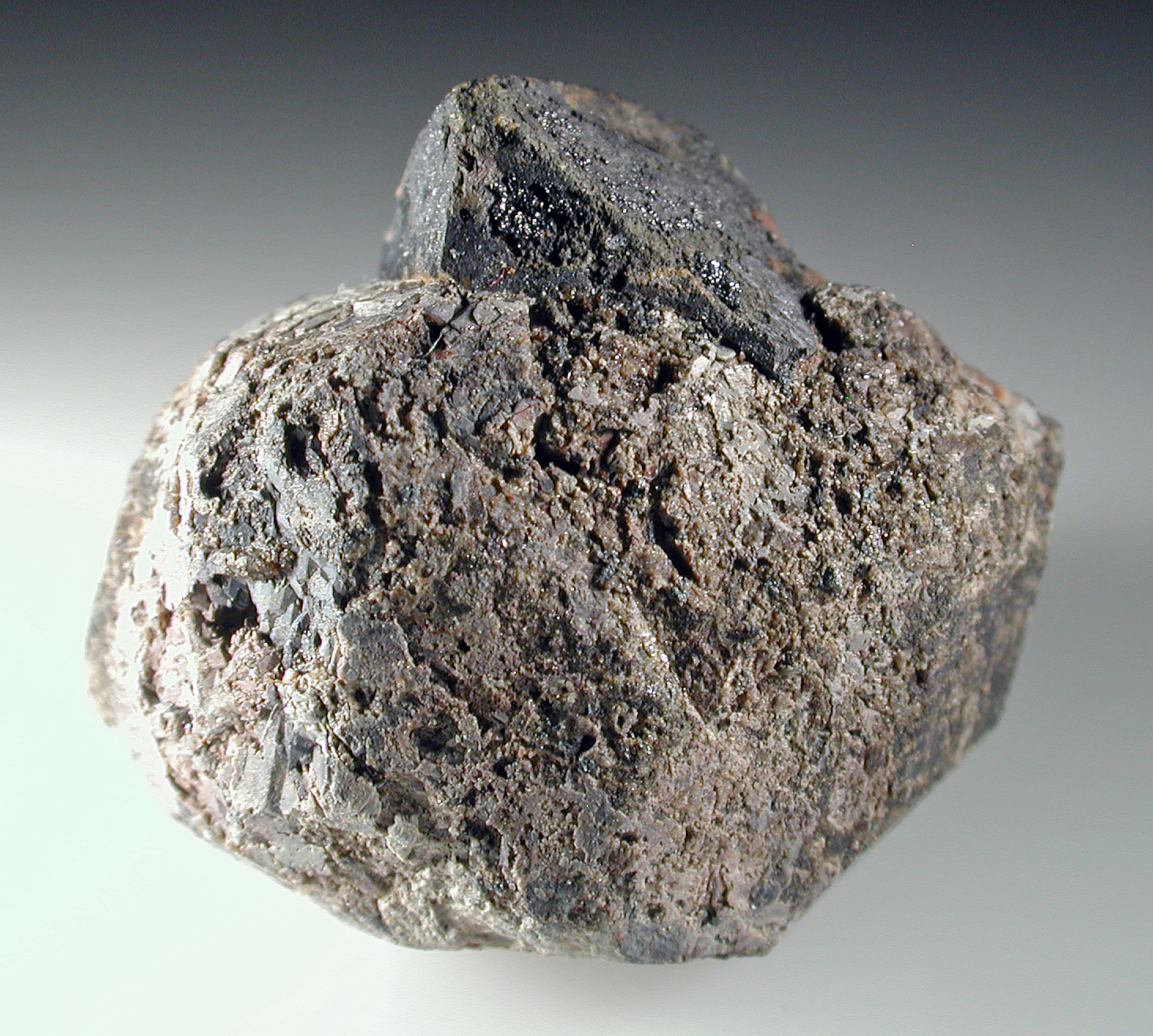
Kimzeyit-Kristall mit Oberflächenverwitterung zu Baddelyit, darüber ein Perowskit-Kristall vom Perovskite Hill, Magnet Cove, Hot Spring County, Arkansas, USA

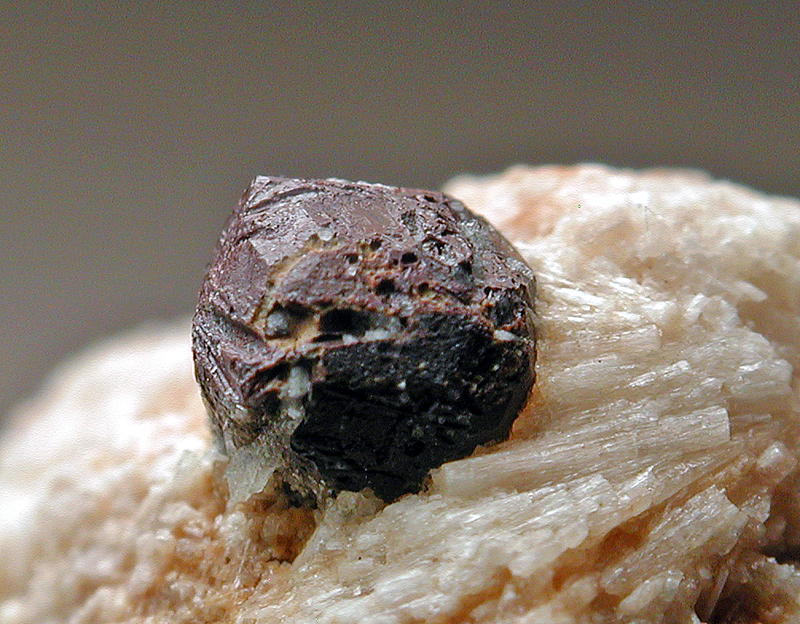
Kimzeyit-Kristall auf Fluorapatit aus derselben Lagerstätte

Kimzeyit bildet sich bei niedrigem Druck und hohen Temperaturen vorwiegend in ultrabasischen Magmatiten und Karbonatiten. Auch in kontaktmetamorphen Skarnen wurden Kimzeyitreiche Granate gefunden.

### Karbonatite
Die Typlokalität von Kimzeyit ist ein Karbonatit im Kimzey Calcit-Steinbruch (Calcite Hill) im Magnet-Cove-Komplex, Hot Spring County, Arkansas, USA. Er tritt hier in hellen Bereichen des Karbonatits auf, die mit Ijolith assoziiert sind. Begleitminerale sind neben Calcit, Apatit, Monticellit, Magnetit und Perowskit auch Vesuvianit, grüner Glimmer, Pyrit und als Einschluss Anhydrit.
Im Polino-Karbonatit nahe Terni in Umbrien, Italien tritt Kimzeyit in Form 10–25 µm großer, rundlicher Kriställchen in feinkörnigen Calcit zusammen mit Phlogopit, Perowskit, Monticellit und Fe-Ti-Oxiden auf.

### Basische Magmatite
In dem shoshonitischen Basalt des Ausbruchs von 1975 auf Stromboli, Italien tritt Kimzeyit zusammen mit Plagioklas, Pyroxen, Olivin, dunkelgrünem Spinell und Monticellit auf.
Die carbonatreichen Bereiche der Lamprophyre der Marathon Dikes bei McKellar Harbour, Ontario, Kanada führen Kimzeyitreiche Melanite zusammen mit Olivin, Phlogopit, Andradit, Calcit, Perowskit, Apatit und Spinell.

### Sonstige
In einem Auswürfling aus einem pyroklastischen Strom nahe Anguillara Sabazia am Braccianosee nördlich von Rom in Latium, Mittelitalien tritt Kimzeyit zusammen mit Gehlenit, Hercynit und Pyrit auf.